# زهرة الأفعى الراوفولفية
زهرة الأفعى الراوفولفية أو حنا الغول أو الكَحيل أو الكحل (الاسم العلمي: Echium rauwolfii) هو نوع نباتي يتبع جنس زهرة الأفعى ضمن الفصيلة الحِمحِمية من طائفة ثنائيات الفلقة.